# Шовкопляс, Юрий Юрьевич
Юрий Юрьевич Шовкопляс (24 января (6 февраля) 1903, Гуляйполе, ныне Запорожской области — 12 октября 1978, Харьков) — украинский писатель, прозаик. Член литературной группы Пролитфронт в 1920-х годах. Собкор «Литературной газеты» (Москва) и «Литературной газеты» (Киев).
Также руководитель кафедры журналистики Харьковского университета (1949—1951) и Харьковской организации СПУ (1953—1956). С 1956 по 1960 — главный редактор харьковского журнала «Прапор».

## Биография
Сведения о его жизни содержатся в автобиографии, хранящейся в фондах Харьковского литературного музея (Д-292/1). Мать, Шовкопляс Мария Ивановна, – крестьянка-середнячка бывшего села, ныне посёлка городского типа Дергачи Харьковской области, отец – довольно известный харьковский инженер-железнодорожник Ломоносов Юрий Владимирович. Мать была в наймах в его семье, в брак они не вступали. Вскоре после рождения Юрия мать поселилась в с. Дергачах, где ей от отца остался земельный надел, и там жила вплоть до смерти в 1943 году во время гитлеровской оккупации.
В Дергачах Ю. Шовкопляс окончил церковно-приходскую школу, а осенью 1912 года поступил в одной из харьковских гимназий. Осенью 1922 г. поступил в Харьковский Институт Народного Образования (ХИНО) на отделение языка и литературы, окончил в 1927 г. С 1920 работал культурником в клубах красноармейских госпиталей и Дергачевском рабочем клубе. С 1923 одновременно с учёбой в ХИНО стал преподавателем обществоведения в Харьковской школе №30, где и работал до 1930 г.
В начале 1930 полностью переключается на литературную работу.
Печататься начал в 1926 году, принадлежал к литературной организации Пролітфронт.
В декабре 1939 избран в Харьковский городской совет депутатов трудящихся (комиссия по делам высшей школы). С января 1940 г. до февраля 1941 работал директором отделения Литературного фонда СССР в г. Львове, где тогда находилось более 200 украинских, польских и еврейских писателей, которые жили и работали на территории бывшей панской Польши». В то же время работал собкором «Литературной газеты» (Москва) и «Литературной газеты» (Киев). «Исполнив порученное мне дело, в феврале 1941 года я вернулся в Харьков».
В 1941 году парторганизация Харьковского отделения СПУ приняла Ю. Шовкопляса кандидатом в члены ВКП (б). В сентябре того же года получил назначение редактора газеты «Литература и искусство» — органа СПУ и Управления по делам искусств при Совнаркоме УССР. В сентябре-октябре 1941 г. газета эта выходила в г. Ворошиловграде, а затем, в связи с военными событиями, была переведена в г. Уфу. 
В 1941 году добровольцем вступает в Красную Армию и становится литературным сотрудником газеты «Ворошиловец» Харьковского военного округа, штаб которого в октябре 1941 года был перенесён в Ворошиловград.
В ноябре округ и газету переводят в Сталинград, газету переименовывают в «Красное знамя». Ю. Шовкопляс в декабре 1941 года был переведён в газету 57-й армии «Сталинский воин» на должность спецкорреспондента.
57 армия действовала на участке Славянск-Барвенково-Лозовая и входила в состав Южного фронта. В конце 1942 года Ю. Шовкопляс был отозван в распоряжение Политуправления фронта и вместе со штабом фронта отступил к району Туапсе. Там был назначен в газету «Вперед к победе!» Черноморской группы войск Закавказского фронта, а в ноябре был переведён в газету «Вперед за Родину» Северной группы войск Закфронта. 
В конце сентября 1943. Ю. Шовкопляс, который в то время работал в редакции газеты 58-й армии, был переброшен на Украину (район Ворошиловграда) на переформирование. В ноябре он заболел воспалением лёгких и более двух месяцев находился в госпитале. В январе 1944 г. Ю. Шовкопляс входит в состав 4-го Украинского фронта, в феврале был назначен на должность спецкорреспондента газеты этого фронта «Сталинское знамя». 4-й Украинский фронт до весны 1944. действовал в Крыму, а в течение 1944—45 гг. прошёл через Карпаты, действовал в Венгрии, Польше, Германии, Чехословакии. День Победы Ю. Шовкопляс с редакцией «Сталинского знамени» встретил в чешском городе Моравска Острава. 
В 1945 году был принят в КПСС. Когда штаб фронта был выведен из Чехословакии и превращён в штаб Прикарпатского военного округа с пребыванием в г. Черновцы, Ю. Шовкопляс до мая 1946 работал в газете «Сталинское знамя», после чего был демобилизован. 
После войны — руководитель кафедры журналистики Харьковского университета (1949—1951) и Харьковской организации СПУ (1953—1956). С 1956 по 1960 — главный редактор журнала «Знамя» в Харькове.

## Творчество
- Избранные произведения в 2-х томах (1973)

### Романы
- Завтра (1931)
- Инженеры (ч. 1 — 1934, ч. 2 — 1937, новое, дополненное издание — 1967)
- Человек живёт дважды (1962)
- Доктор, исцели себя самого! (1964)

### Повести
- Весна над морем (1929)
- Проект электрификации (1929)
- Земляной поход (1933)
- Начинается юность (1938)

### Сборники рассказов
- Гений (1929)
- Пробуждение ночью (1929)
- Проницательность врача Поддубного (1930)
- Студенты (1930)
- Профессор (1930)
- Договор на соревнование (1931)
- Приключения пёсика Джемки (1934)
- Письмо (1934)
- Бешеные волки (1941)

### Сборники очерков
- Электрический СССР (1932)
- Рождение электрического тока (1936)

## Награды
- орден Ленина
- орден Красной Звезды (06.11.1944)
- орден «Знак Почёта» (28.10.1967)
- медали[какие?]